# Gare de Aïn Beïda
La gare deAïn Beïda est une gare ferroviaire algérienne située sur le territoire de la commune d'Aïn Beïda, dans la wilaya d'Oum El Bouaghi.

## Situation ferroviaire
La gare est située à l'ouest de la ville de Aïn Beïda sur la ligne de Aïn M'lila à El Aouinet. Elle est précédée de la gare d'Oum El Bouaghi et suivie de celle de Sidi Yahia (sur la ligne d'Annaba à Djebel Onk).

## Service des voyageurs

### Desserte
La gare de Aïn Beïda est desservie par les trains grandes lignes de la liaison Alger - Tébessa
.